# Supastition
Supastition, de son vrai nom Kamaarphial Moye, né à Charlotte, en Caroline du Nord, est un rappeur américain. Il lance sa carrière sous les noms de Kam Moye et Blackmel. Il contribue à des chansons de nombreux autres artistes comme KRS-One, The RZA, Ras Kass, Tech N9ne, Little Brother, Croup, Soulution, S1, M-phases, Tajai des Souls of Mischief, B-Real de Cypress Hill, Royce da 5'9", et Elzhi.

## Biographie
Après une brève carrière sous le nom de scène Blackmel, le rappeur adopte le nom de Supastition. Dans une interview, il explique que « le nom Supastition vient du fait que les gens ne croyaient pas en moi lorsque j'ai commencé à faire de la musique. Je devais faire mes preuves [...]. C'est un nom que j'ai choisi car certaines personnes sont superstitieuses et d'autres non. »
En 2001, Supastition signe un contrat pour un single, intitulé Broke Man's Anthem/Battle Cry, sur le label de Rasco, Pockets Linted Entertainment. 

### 7 Years of Bad Luck
En 2002, le rappeur signe un accord non exclusif avec le label new-yorkais, disparu depuis, Freshchest Records, pour la distribution de son premier album, 7 Years of Bad Luck. Un seul single, Da Waiting Period, accompagné d'un clip, est extrait de l'album. La presse spécialisée félicite la qualité des paroles mais juge globalement la production décevante,. Lors d'une interview, Supastition exprime son mécontentement vis-à-vis de l'album, car il n'a pas été autorisé à choisir ses propres beats. Les propriétaires de Freshchest Records, qui étaient également les producteurs, ont remplacé les productions originales par les leurs. Cela provoque une séparation à l'amiable des deux parties et Supastition n'a pas assuré la promotion de l'album.

### The DeadlineetChain Letters
L'artiste se popularise en 2004 lorsque Okayplayer Records sélectionne The Williams, une collaboration entre Supastition et Nicolay, le producteur de The Foreign Exchange, parmi 5 000 chansons pour figurer dans la compilation Okayplayer - True Notes Vol. 1. 
Un peu plus tard dans l'année, Supastition signe un contrat avec le label de Philadelphie, Soulspazm Records, qui publiera ses deux plus grands succès The Deadline et Chain Letters qui contiennent des productions de Nicolay, Jake One, Illmind et M-Phazes, ainsi qu'un featuring de Phonte et Big Pooh, tous deux membres de Little Brother. Ces deux opus reçoicent des critiques très élogieuses de la part de la presse spécialisée. Une tournée de deux ans à travers une douzaine de pays a suivi la sortie des deux albums. Malheureusement, Studio Distribution, qui assurait la distribution des albums cesse subitement son activité, abandonnant de nombreux artistes et labels. Rawkus Records reprend alors le catalogue de Soulspazm et la distribution des albums. Cependant, Supastition décide de quitter le label en raison de son manque d’envie de travailler avec Rawkus.  

### Self Centered EP
En 2007, Supastition subit un grave accident de voiture qui lui donne envie d'enregistrer une musique plus positive, sous le nom de scène Kam Moye, qui est un diminutif de son nom de naissance. Le 17 juin 2008, il publie un EP intitulé Self Centered EP. Le clip du titre Black Enough? attire l'attention sur Internet, notamment via le site WorldStarHipHop (en), en raison de son opinion sur les préjugés raciaux au sein de la communauté afro-américaine. 

### Splitting Image
En 2009, Kam commence devient géré par Justus League, un collectif rap au sein duquel on trouve Little Brother, 9th Wonder, Buckshot, Sean Price et Skyzoo, entre autres. Il signe un contrat d’exclusivité chez MYX Music Label, une filiale de la chaîne de télévision Myx TV et d'ABS-CBN Corporation. L'album Splitting Image est publié le 27 octobre 2009. Les critiques sont mitigées, le site Metacritic lui attribuant une moyenne de 74 sur 100. 
En mai 2010, ABS-CBN cesse toute production télévisuelle et musicale aux États-Unis. 

### Arrêt et retour
Le 25 avril 2010, Kam Moye annonce qu'il quitte définitivement l’industrie musicale en raison des échecs répétés qu'il a rencontrés. Cependant, fin 2012 il annonce qu'il travaille à un nouvel album, The Blackboard EP, qu'il publiera sous le nom de Supastition début 2013.
Le 18 février 2014, le rappeur sort un nouvel opus, Honest Living EP, entièrement produit par Croup. Suit Gold Standard en 2015, avec des productions de Praise, Rik Marvel, Veterano, Croup, MoSS et Jonny Cuba.

## Collaborations
Supastition compte à son actif de nombreuses collaborations avec différents artistes parmi lesquels DJ K.O. (Best to Do It, featuring Elzhi et Royce da 5'9"), Little Brother (Rollin Out), KRS-One (Still Spittin', featuring Akbar, Illin' P et An Ion), Stoupe the Enemy of Mankind (The Truth) ou encore Marco Polo (The Heat). 

## Influences
Supastition déclare que ses principales influences sont les rappeurs Rakim, Big Daddy Kane, Slick Rick, Lord Finesse, Chuck D ainsi qu'André 3000.

## Discographie

### Albums studio
- 2002 : 7 Years of Bad Luck
- 2005 : Chain Letters
- 2009 : Splitting Image (sous le nom Kam Moye)
- 2015 : The Gold Standard

### EPs
- 2004 : The Deadline
- 2007 : Leave of Absence
- 2008 : Self Centered EP (sous le nom Kam Moye)
- 2013 : The Blackboard EP
- 2014 : Honest Living EP